# 섬진중학교
섬진중학교(蟾津中學校)는 대한민국 전북특별자치도 임실군 강진면 회진리에 있는 공립 중학교이다.

## 학교 연혁
- 1964년 4월 30일 : 섬진농잠학원 인가
- 1967년 11월 13일 : 섬진농잠기술학교 인가
- 1969년 10월 14일 : 섬진중학교 인가, 초대 박병요 교장 부임
- 1970년 3월 31일 : 섬진중학교 개교(6학급 인가)
- 2023년 9월 1일 : 제15대 임석주 교장 부임
- 2024년 2월 7일 : 제52회 졸업 (총 5,946명)

## 참고 자료
- 섬진중학교 - 한국교육학술정보원 학교알리미